# Operation Hamster
Die Operation Hamster war die Suche nach einer vergrabenen automatischen Radiosonde in der Deutschen Demokratischen Republik (DDR). Sie sammelte mikroseismische Daten von Bodenerschütterungen des Kfz-Verkehrs von und zum Munitionsdepot Schneeberg der Nationalen Volksarmee auf dem Gebiet der Stadt Beeskow. Die Daten übermittelte die Radiosonde jeden Sonntag in einem, abhängig von der Menge der zu übertragenden Daten, 375 bis 1075 Millisekunden langen Datenburst auf der Frequenz 306,450 Megahertz an einen US-Kommunikationssatelliten.
Das Sendesignal der Sonde wurde von der DDR-Funkabwehr erstmals am 6. November 1988 durch Satellitenbeobachtung erkannt. Nach viermonatiger technischer Aufklärung der MfS-Hauptabteilung III (Funkaufklärung und Funkabwehr) wurde die Funksonde am 26. Februar 1989 eindeutig geortet. Nachdem ihr Verhalten zunächst weiter beobachtet worden war, erfolgte die Bergung der Sonde am 22. Oktober 1989. Sie wurde nach weiterer eingehender Untersuchung auf einer Pressekonferenz des MfS-Nachfolgers Amt für Nationale Sicherheit am 24. November 1989 der Öffentlichkeit vorgestellt. Als bis heute unbekannter Urheber der Radiosonde wird ein amerikanischer Nachrichtendienst vermutet. Die MfS-Spionageabwehr benannte dafür den Geheimdienst der US-Armee INSCOM. Milt Bearden reklamiert diese Aktion jedoch ebenfalls für die CIA.
Die Radiosonde hatte auf dem Gebiet der DDR einen Vorgänger, der im Mai 1985 in der Nähe des Munitionsdepots Biesenthal gefunden wurde. Ein Nachfolger wurde am 4. November 1989 in der Nähe von Irfersgrün bereits nach nur fünf Sendetagen enttarnt. Am 10. Januar 1990 wurde dieser Nachfolger im Beisein von Medienvertretern geborgen.